# とうや湖農業協同組合
とうや湖農業協同組合（とうやこのうぎょうきょうどうくみあい、英称：JA Touyako ）は北海道洞爺湖町に本所を置く農業協同組合である。略称はJAとうや湖。当農協の地区は 洞爺湖町（旧洞爺村を含む）・豊浦町・壮瞥町の一円、および伊達市大滝区（旧大滝村）である。

## 概要
1987年（昭和62年）に虻田町農協・洞爺村農協、いぶり豊浦農協、壮瞥町農協・大滝村農協の5つの合併によって設立。北海道で初めてとなる広域合併農協となった。胆振西部地方の虻田郡及び有珠郡地域の大半を営業区域としている。
北海道でも気候がよく「北の湘南」と呼ばれる伊達市の旧大滝村も版図に含め、特に壮瞥町や豊浦町はいちごやさくらんぼ等の果物は名産となっており主力産品にもなっている。
- 正組合員数　431人
- 准組合員数　1,334人
- 正組合員戸数　1,521戸
- 職員数　120人

## 事務所の一覧
カッコ内は所在地
- 本所（虻田郡洞爺湖町香川55-7）
- 豊浦支所（虻田郡豊浦町字幸町88）
- 虻田支所（虻田郡洞爺湖町旭町30-3）
- 壮瞥支所（有珠郡壮瞥町字滝之町420-3）
- 大滝支所（伊達市大滝区優徳町86）